# Đội tuyển bóng đá nữ quốc gia Nam Phi
Đội tuyển bóng đá nữ quốc gia Nam Phi, có biệt danh là Banyana Banyana (Những cô gái), là đội tuyển quốc gia của Nam Phi và được kiểm soát bởi Hiệp hội bóng đá Nam Phi.
Trận đấu chính thức đầu tiên của họ được tổ chức vào ngày 30 tháng 5 năm 1993 gặp Swaziland.
Họ đã vượt qua vòng loại bóng đá Olympic lần đầu tiên vào năm 2012, và lần đầu tiên tham dự FIFA World Cup nữ vào năm 2019, ở bảng B với Đức, Tây Ban Nha và Trung Quốc. Tuy nhiên, họ đã thua tất cả các trận đấu, và bàn thắng duy nhất của họ là trước Tây Ban Nha khi họ dẫn trước 1–0 và chỉ để thua 3–1. Nam Phi đã giành được Cúp bóng đá nữ châu Phi đầu tiên vào năm 2022, đánh bại Maroc với tỷ số 2-1 trong trận chung kết.

## Lịch sử

### Khởi đầu
Đội tuyển quốc gia nữ Nam Phi đã chơi trận đấu quốc tế đầu tiên ...
Trong lịch sử, Nam Phi chưa từng có giải bóng đá nữ chuyên nghiệp nào cho đến năm 2020. Điều này hoàn toàn trùng khớp với lễ kỷ niệm Tháng Phụ nữ hàng năm của đất nước - ngày kỷ niệm của phụ nữ trong xã hội. đã phát triển mạnh mẽ. Đội tuyển quốc gia thi đấu ở các cấp độ Dưới 17 tuổi và Dưới 20 tuổi. Nhưng đội cấp cao - có biệt danh "Banyana Banyana" - đã đại diện cho Nam Phi ở nhiều giải đấu, bao gồm Cúp vô địch nữ COSAFA, Cúp các quốc gia nữ châu Phi và gần đây là trận ra mắt tại Giải vô địch bóng đá nữ thế giới 2019 ở Pháp. Bất chấp sự chênh lệch giới tính không công bằng, các cầu thủ nữ của Nam Phi đã thu hút được sự quan tâm từ các giải đấu chuyên nghiệp trên toàn thế giới. Sân chơi không đẳng cấp để các cầu thủ nữ trẻ vươn lên trong quá trình phát triển. trên khắp chín tỉnh ở Nam Phi, giúp các tuyển trạch viên và huấn luyện viên quốc gia dễ dàng đánh giá các cầu thủ. Liên đoàn đã kiên định trong việc đảm bảo rằng bóng đá nữ phát triển mạnh ở Nam Phi, mặc dù có rất ít sự tài trợ của công ty. giải đấu chuyên nghiệp hoàn toàn nhằm mục đích phát triển và lớn mạnh của trò chơi cho Nam Phi. Vẫn còn rất nhiều điều cần phải làm.

## Cầu thủ

### Đội hình hiện tại
- Cập nhật lần cuối vào 20 tháng 8 năm 2022

|    | TM | Kebotseng Moletsane |                  |                               |  | Boemfontinl Celtic            |
|    | TM | Dineo MAGAGULA      |                  |                               |  | University of Johannesburg FC |
|    | TM | Tshidi MURUOA       |                  |                               |  | =TUT                          |
|    |    |                     |                  |                               |  |                               |
| 7  | HV | Fikile MAGAMA       |                  | UWC FC Cape                   |  |                               |
| 7  | HV | Cimone SAULS        |                  | JVW FC                        |  |                               |
| 7  | HV | Koketso TLAILANE    |                  | TUT                           |  |                               |
| 7  | HV | Nothando VILAKAZI   |                  | TUT                           |  |                               |
|    | HV | Tiisetso Makhubela  | 24 tháng 4, 1997 | Mamelodi Sundowns             |  |                               |
| 7  | HV | Lonathemba          |                  | MHLONGO UWC FC                |  |                               |
| 7  | HV | Thato LETSOSO       |                  | TUT                           |  |                               |
| 7  | HV | Sharol RAMAOKA      |                  | TUT                           |  |                               |
|    |    |                     |                  |                               |  |                               |
| 15 | TV | Jamie Leigh WITBOOI |                  | CR Vasco Da Gama Ladies       |  |                               |
| 15 | TV | Mmabatho MOGALE     |                  | TUKS                          |  |                               |
| 15 | TV | Sphumelele SHAMASE  |                  | University of Johannesburg FC |  |                               |
|    | TV | Oratile Mokwena     | 21 tháng 3, 2001 | Mamelodi Sundowns             |  |                               |
| 15 | TV | Nonhlanhla MTHANDI  |                  | Mamelodi University Ladies    |  |                               |
| 15 | TV | Sinazo NTSHOTA      |                  | City Lads Ladies              |  |                               |
| 15 | TV | Busisiwe NDIMENI    |                  | TUT                           |  |                               |
|    |    |                     |                  |                               |  |                               |
|    | TĐ | Lelona Daweti       |                  | Mamelodi Sundowns             |  |                               |
|    | TĐ | Zethembiso VILAKAZI |                  | Lindelani FC                  |  |                               |
|    | TĐ | Michelle SAMPSON    |                  | Richmond United Ladies        |  |                               |
|    | TĐ | Amanda MKHIZE       |                  | Durban Ladies                 |  |                               |
|    | TĐ | Lithemba SAM        |                  | Cape Town Roses               |  |                               |

## Thành tích

### Châu lục
- Cúp bóng đá nữ châu Phi

 Vô địch: 2022
 Á quân: 1995, 2000, 2008, 2012, 2018
 Hạng ba: 2006, 2010

## Thống kê các giải đấu

### Giải vô địch bóng đá nữ thế giới
| Giải vô địch bóng đá nữ thế giới | Giải vô địch bóng đá nữ thế giới | Giải vô địch bóng đá nữ thế giới | Giải vô địch bóng đá nữ thế giới | Giải vô địch bóng đá nữ thế giới | Giải vô địch bóng đá nữ thế giới | Giải vô địch bóng đá nữ thế giới | Giải vô địch bóng đá nữ thế giới | Giải vô địch bóng đá nữ thế giới |
| Năm                              | Kết quả                          | St                               | T                                | H                                | B                                | Bt                               | Bb                               | Hs                               |
| -------------------------------- | -------------------------------- | -------------------------------- | -------------------------------- | -------------------------------- | -------------------------------- | -------------------------------- | -------------------------------- | -------------------------------- |
| 1991                             | Không tham dự                    | Không tham dự                    | Không tham dự                    | Không tham dự                    | Không tham dự                    | Không tham dự                    | Không tham dự                    | Không tham dự                    |
| 1995                             | Không vượt qua vòng loại         | Không vượt qua vòng loại         | Không vượt qua vòng loại         | Không vượt qua vòng loại         | Không vượt qua vòng loại         | Không vượt qua vòng loại         | Không vượt qua vòng loại         | Không vượt qua vòng loại         |
| 1999                             | Không vượt qua vòng loại         | Không vượt qua vòng loại         | Không vượt qua vòng loại         | Không vượt qua vòng loại         | Không vượt qua vòng loại         | Không vượt qua vòng loại         | Không vượt qua vòng loại         | Không vượt qua vòng loại         |
| 2003                             | Không vượt qua vòng loại         | Không vượt qua vòng loại         | Không vượt qua vòng loại         | Không vượt qua vòng loại         | Không vượt qua vòng loại         | Không vượt qua vòng loại         | Không vượt qua vòng loại         | Không vượt qua vòng loại         |
| 2007                             | Không vượt qua vòng loại         | Không vượt qua vòng loại         | Không vượt qua vòng loại         | Không vượt qua vòng loại         | Không vượt qua vòng loại         | Không vượt qua vòng loại         | Không vượt qua vòng loại         | Không vượt qua vòng loại         |
| 2011                             | Không vượt qua vòng loại         | Không vượt qua vòng loại         | Không vượt qua vòng loại         | Không vượt qua vòng loại         | Không vượt qua vòng loại         | Không vượt qua vòng loại         | Không vượt qua vòng loại         | Không vượt qua vòng loại         |
| 2015                             | Không vượt qua vòng loại         | Không vượt qua vòng loại         | Không vượt qua vòng loại         | Không vượt qua vòng loại         | Không vượt qua vòng loại         | Không vượt qua vòng loại         | Không vượt qua vòng loại         | Không vượt qua vòng loại         |
| 2019                             | Vòng 1                           | 3                                | 0                                | 0                                | 3                                | 1                                | 8                                | −7                               |
| 2023                             | Vòng 2                           | 4                                | 1                                | 1                                | 2                                | 6                                | 8                                | –2                               |
| Tổng cộng                        | 2/9                              | 7                                | 1                                | 1                                | 5                                | 7                                | 16                               | −9                               |

### Thế vận hội Mùa hè
| Thế vận hội Mùa hè | Thế vận hội Mùa hè       | Thế vận hội Mùa hè       | Thế vận hội Mùa hè       | Thế vận hội Mùa hè       | Thế vận hội Mùa hè       | Thế vận hội Mùa hè       | Thế vận hội Mùa hè       | Thế vận hội Mùa hè       | Thế vận hội Mùa hè |
| Năm                | Kết quả                  | St                       | T                        | H                        | B                        | Bt                       | Bb                       | Hs                       |                    |
| ------------------ | ------------------------ | ------------------------ | ------------------------ | ------------------------ | ------------------------ | ------------------------ | ------------------------ | ------------------------ | ------------------ |
| 1996               | Không vượt qua vòng loại | Không vượt qua vòng loại | Không vượt qua vòng loại | Không vượt qua vòng loại | Không vượt qua vòng loại | Không vượt qua vòng loại | Không vượt qua vòng loại | Không vượt qua vòng loại |                    |
| 2000               | Không vượt qua vòng loại | Không vượt qua vòng loại | Không vượt qua vòng loại | Không vượt qua vòng loại | Không vượt qua vòng loại | Không vượt qua vòng loại | Không vượt qua vòng loại | Không vượt qua vòng loại |                    |
| 2004               | Không vượt qua vòng loại | Không vượt qua vòng loại | Không vượt qua vòng loại | Không vượt qua vòng loại | Không vượt qua vòng loại | Không vượt qua vòng loại | Không vượt qua vòng loại | Không vượt qua vòng loại |                    |
| 2008               | Không vượt qua vòng loại | Không vượt qua vòng loại | Không vượt qua vòng loại | Không vượt qua vòng loại | Không vượt qua vòng loại | Không vượt qua vòng loại | Không vượt qua vòng loại | Không vượt qua vòng loại |                    |
| 2012               | Vòng bảng                | 3                        | 0                        | 1                        | 2                        | 1                        | 7                        | −6                       |                    |
| 2016               | Vòng bảng                | 3                        | 0                        | 1                        | 2                        | 0                        | 3                        | −3                       |                    |
| 2020               | Không vượt qua vòng loại | Không vượt qua vòng loại | Không vượt qua vòng loại | Không vượt qua vòng loại | Không vượt qua vòng loại | Không vượt qua vòng loại | Không vượt qua vòng loại | Không vượt qua vòng loại |                    |
| Tổng               | 2/7                      | 6                        | 0                        | 2                        | 4                        | 1                        | 10                       | −9                       |                    |

### Cúp bóng đá nữ châu Phi
| Cúp bóng đá nữ châu Phi | Cúp bóng đá nữ châu Phi | Cúp bóng đá nữ châu Phi | Cúp bóng đá nữ châu Phi | Cúp bóng đá nữ châu Phi | Cúp bóng đá nữ châu Phi | Cúp bóng đá nữ châu Phi | Cúp bóng đá nữ châu Phi | Cúp bóng đá nữ châu Phi | Cúp bóng đá nữ châu Phi |
| Năm                     | Kết quả                 | St                      | T                       | H                       | B                       | Bt                      | Bb                      | Hs                      |                         |
| ----------------------- | ----------------------- | ----------------------- | ----------------------- | ----------------------- | ----------------------- | ----------------------- | ----------------------- | ----------------------- | ----------------------- |
| 1991                    | Bị cấm tham dự          | Bị cấm tham dự          | Bị cấm tham dự          | Bị cấm tham dự          | Bị cấm tham dự          | Bị cấm tham dự          | Bị cấm tham dự          | Bị cấm tham dự          |                         |
| 1995                    | Á quân                  | 6                       | 3                       | 1                       | 2                       | 19                      | 20                      | −1                      |                         |
| 1998                    | Vòng bảng               | 2                       | 0                       | 0                       | 2                       | 2                       | 7                       | −5                      |                         |
| 2000                    | Á quân                  | 5                       | 4                       | 0                       | 1                       | 9                       | 3                       | +6                      |                         |
| 2002                    | Hạng tư                 | 5                       | 2                       | 1                       | 2                       | 6                       | 11                      | −5                      |                         |
| 2004                    | Vòng bảng               | 3                       | 0                       | 0                       | 3                       | 2                       | 7                       | −5                      |                         |
| 2006                    | Hạng ba                 | 5                       | 2                       | 1                       | 2                       | 8                       | 5                       | +3                      |                         |
| 2008                    | Á quân                  | 5                       | 3                       | 0                       | 2                       | 7                       | 4                       | +3                      |                         |
| 2010                    | Hạng ba                 | 5                       | 3                       | 1                       | 1                       | 10                      | 6                       | +4                      |                         |
| 2012                    | Á quân                  | 5                       | 3                       | 0                       | 2                       | 6                       | 6                       | 0                       |                         |
| 2014                    | Hạng tư                 | 5                       | 1                       | 1                       | 3                       | 7                       | 6                       | +1                      |                         |
| 2016                    | Hạng tư                 | 5                       | 1                       | 1                       | 3                       | 5                       | 3                       | +2                      |                         |
| 2018                    | Á quân                  | 5                       | 3                       | 2                       | 0                       | 11                      | 2                       | +9                      |                         |
| 2022                    | Vô địch                 | 6                       | 6                       | 0                       | 0                       | 10                      | 3                       | +7                      |                         |
| Tổng                    | 1 lần vô địch           | 62                      | 31                      | 8                       | 23                      | 102                     | 83                      | +19                     |                         |